# Завадка (Стрийський район)
Зава́дка — село в Україні, у Стрийському районі Львівської області. Населення становить 648 осіб.

## Географія
Завадка розкинулася по обидва боки річки Завадка, на висоті 715 метрів над рівнем моря.
В західній частині села знаходиться гора Клива, висотою 900 м над рівнем моря. 
Ґрунти в Завадці піскуваті і підзолисті, дуже зволожені, особливо на «Селищах» і «Замочарем», тому основними зерновими культурами, які вирощували селяни, були жито і овес, а також садили картоплю, капусту, біб. Звичайно, вирощували різну городину і тютюн. Садили також і льон, з якого ткали полотно для одежі і постільної білизини. З обмолоченого жита робили китиці і накривали ними хати.
У селі потоки Красець, Лихач та Попів впадають у річку Завадку. На Устрітті, у нижній частині села, у річку Завадка впадає ліва притока — річка Довжанка.

## Історія
Село Завадка засноване у 1538 році і належало Миколаю Чернавському з Голембя, що підтверджується грамотою польського короля Михайла Корибута Вишневецького.
За переказами старожилів, раніше село знаходилося в іншому місці, яке тепер називається Селища, крім того, є ще урочище Цирквища, де ймовірно знаходилась церква. На Селищах є місцина, що називається Цвинтар, де зараз росте лохина, або інакше її називають голубиця (місцеві люди називають її «дурні яфини»). Більше ніде в окрузі лохина не росте.
Село було розташоване на рівнині, що не характерно для Бойківщини. Рівнина простягається вздовж річки Завадки, між горами Клива і Гребля. З невідомих причин, село перенесли на сучасне місце. 
Існує легенда, що одного разу, коли здійнялась велика гроза, з дзвіниці сильний вітер зняв дзвони і відніс їх туди, де зараз знаходиться сучасна церква, а від «Цирквища» це кілометрів 3—4. 
Церква побудована в 1887 році і рахується пам'яткою архітектури місцевого значення, щоправда, сучасний ремонт церкви зіпсував автентичний бойківський стиль, зокрема, гонта була покрита бляхою, а сама будова церкви оббита дошками (зашальована), тільки виступи вінців зрубу залишили відкритими. Церква Преображення господнього стоїть у центрі села, при дорозі, на рівній ділянці. Місцева церква вперше згадується в документах 1565—1566 рр. Парафія отримала привілей від власника села Миколая Черкавського. В церкві зберігалася ікона «Христос Вседержитель» пензля маляра Івана Середницького з Риботич. Люди поступово почали будувати хати навколо церкви, утворивши сучасне село Завадка. 
Ось що говориться в про село Завадка в Географічному словнику Королівства польського і інших слов'янських країв в томі XIII, сторінці 476, від 1895 року:
|  | Село Завадка Турківського повіту розташоване за 21 км на південний схід від Турки і 14 км на південний схід від повітового суду у Борині. На південний схід лежить с. Росохач, на південь — Довжки, на південний захід — Задільсько, на захід — Молдавське (прим. тепер Міжгір'я), на північ — Риків, Багнувате, Зубриця, на північний захід Мальмоншталь (німецька колонія в Майдані Дрогобицького повіту). В 1890 році, у селі Завадка, було 133 будинки, 824 мешканці в селі і 3 будинки і 25 мешканців на обшарі (прим. "Обшар тепер назва урочища). В селі проживало 751 греко-католик, 98 євреїв; 826 українців, 9 поляків, 14 німців. (прим. Різниця в чисельності українців і греко-католиків полягає напевно в тому, що деякі українці сповідували римо-католицьку віру). Римо-католицька парафія знаходилась в Турці, греко-католицька на місці, деканат у Висоцьку, Деєцизія у Перемишлі. До Завадківської парафії належали с. Довжки і с. Криве. Територія села була досить обширною. Більша частина власності (багачі і державна властість (скарбове)) становила: ріллі — 107 моргів, лук і садів 74 морги, лісу 1268 моргів. Менша частина власності (середняки і бідні люди) становила: ріллі орної — 918 моргів, лук і садів — 591 морг, пасовища — 955 моргів, лісу — 33морги. (Морг рівний 0,56 га) |

Село Завадка було центром Завадківської ґміни Турківського повіту, з часів настання Польської держави з 1920 року по 1939 рік. З 1920 року по 1931 рік Турківський повіт, а разом з ним Завадківська гміна належали до Станіславського воєводства. (Станіслав з 1962 р Івано-Франківськ).
17 квітня 1931 року Турківський повіт був вилучений зі складу Станіславського воєводства і долучений до Львівського воєводства. Ґміна Завадка — давня сільська ґміна в Турківському повіті Львівського воєводства. Місцем розташування керівництва ґміни була Завадка. ЇЇ було утворено 1 серпня 1934 року з сіл: Багнувате, Довжки, Криве, Молдавське, Мита, Росохач, Риків, Сухий Потік, Задільське і Завадка. Садиба влади — Завадка. Ґміна — сільська. Територія ґміни (1934р) — 123,5 км.кв. Кількість населення на 1931 рік — 5186 чол. Густота населення — 42 особи на 1 кв.км. Центром ґміни Завадка залишалась і в 1941—1944 роках під час німецької окупації.
У Завадці знаходилось управління жандармерії (постерунок). У с. Завадка до 1919 року служив парохом села отець-декан Омелян Вахнянин, ймовірно родич відомого композитора Анатолія Вахнянина, іменем якого названа одна з вулиць Львова.
Громада села за власні кошти побудувала двокласну школу у 1935 році. У школі при Польщі, під час Другої світової війни і після приходу Червоної Армії вчителькою працювала уродженка Самбірського району пані Пруц, а її чоловік був дяком у місцевій церкві. Прислані зі сходу вчителі, були серед них і напівграмотні фронтовики, вижили її зі школи. Людину, яка знала кілька європейських мов, латинь. Вона користувалася великою пошаною у селян, всі з нею віталися, а чоловіки шанобливо знімали капелюха при зустрічі.
У селі Завадка знаходиться меморіальний комплекс воїнам Австро-Угорської імперії, які загинули на території села, у часи Першої світової війни. В основному це були воїни хорватської національності. В Австро-Угорщині військові полки формувалися за національним принципом (німецькі, чеські, угорські, польські, хорватські, словацькі, словенські та інші).
На території села, а саме на горі Клива, бої між росіянами і австрійцями часом доходили до рукопашних. Інколи відбувалося так зване братання. За переказами старожилів, гора Клива була закривавлена. Ще в середині 70-х років XX століття можна було побачити окопи, знайти гвинтівки, гарматні снаряди, гранати, патрони тих часів. Велика кількість жителів воювала на стороні Австро-Угорщини, але на іншому фронті. В Боснії і Герцоговині, Італії — така була політика імперії. Багато людей загинуло, багато було поранено і повернулося інвалідами. З утворенням Польської держави інваліди і поранені отримували добру пенсію.
У 1908 році з Турки до Завадки, аж під полонину побудовано вузькоколійку, яка обслуговувалась паровозом Краус/Лінц № 5768 1907 року випуску 0-3-ОТ. Ширина колії була 760 мм, а в 1945 році перейшла на 750 мм. Вузькоколійка вивозила ліс з усіх навколишніх населених пунктів до Європи. Ліс звозили кіньми в Завадку, «Замочар» і там вантажили на поїзд.
До поїзда чіпляли пасажирський вагон і хто мав гроші міг їздити до Турки на базар, чи в справах. Хто не мав грошей — йшов на базар до Турки пішки.
27 серпня 1946 року відділ УПА чисельністю 50—60 чоловік у районі села Молдавське (тепер Міжгір'я), у «Ферчаку», зупинив поїзд, який курсував вузькоколійкою (маршрут Турка — Завадка) і перевозив лісовий матеріал. Підпільники кинули у пічку потягу гранати і підпалили міст, останній згорів, а потяг підірвався. Згодом усе розібрали селяни (шпали, рейки, мости і місточки), до 1960 року нічого від колії не залишилось, тільки назва «штрека».
До Другої світової війни у с. Завадка проживало 16 сімей євреїв. Були серед них бідні, які займалися кравецтвом, шевством, склінням вікон, жінки займались в'язанням речей вжитку. За це брали маленьку плату, навіть сироватку. Але були дуже багаті, наприклад Маєр, якого в селі називали Майорко, який монопольно торгував лісом.
Де зараз стоїть хата покійного коваля Йосипа Римця — великого майстра своєї справи, кував навіть замки, була синагога, у народі її називали жидівська божниця покрита бляхою. Біля синагоги була різницька, де за єврейськими правилами різник різав худобу і птицю. Євреї займалися також торгівлею, тримали корчми, де деякі селяни пропивали свої землі і майно. Єврейські торговці охоче давали товари в борг. Загалом відносини між українцями і євреями були толерантними, розповідають, що один єврейський хлопець залюбки таємно їв сало, що суворо забороняється єврейськими законами.
Під час війни німці знищили майже всіх євреїв села (невеличка частина втекла). Так зникла велика частина тої старої Завадки.
При Польщі у селі діяло націоналістичне підпілля. На початку Другої світової війни у с. Завадка вбито високопоставленого німецького офіцера і окупаційна влада викрила та заарештувало учасників підпілля. Зокрема, одного з підпільників, Русина Дмитра Івановича, німці закатували в Дрогобицькій тюрмі «Бригідки».
Друга світова війна пройшлася котком по долях багатьох жителів Завадки. Забрані в Червону Армію і не повернулися з війни:
- Гурч Йосип Олексійович 1903 р. н.;
- Красницький Василь Сидорович 1919 р. н.;
- Лопух Прокіп Федорович 1920 р. н.;
- Лужецький Михайло Петрович 1918 р. н.;
- Марочканич Артем Миронович 1922 р. н.;
- Михайлечко Тимофій Олексійович 1907 р. н.;
- Михайлечко Петро Опанасович 1918 р. н.;
- Русин Лука Іванович 1903 р. н.;
- Марочканич Матвій.

Після закінчення війни продовжувалась боротьба з новими загарбниками. Останнього повстанця з с. Завадка було захоплено в полон у 1953 році, ним був Коваль Кирило.
8 листопада 2015 року у Завадці архієпископ Дрогобицький і Самбірський Яків відслужив поминальну панахиду на місці братської могили загиблих воїнів часів Першої світової війни. На військовому цвинтарі в Завадці поховано та пізніше перепоховано понад 3000 німецьких, австрійських, угорських, українських, російських солдатів.

## Населення
Згідно з переписом УРСР 1989 року чисельність наявного населення села становила 644 особи, з яких 308 чоловіків та 336 жінок.
За переписом населення України 2001 року в селі мешкали 644 особи. 100 % населення вказало своєю рідною мовою українську.